# Klaus Peter Cadsky
Klaus Peter Robert Cadsky (* 3. August 1937 in Hannover; † 11. März 2011 in Solothurn; mit Pseudonym Nico) war ein deutsch-schweizerischer Karikaturist.

## Leben

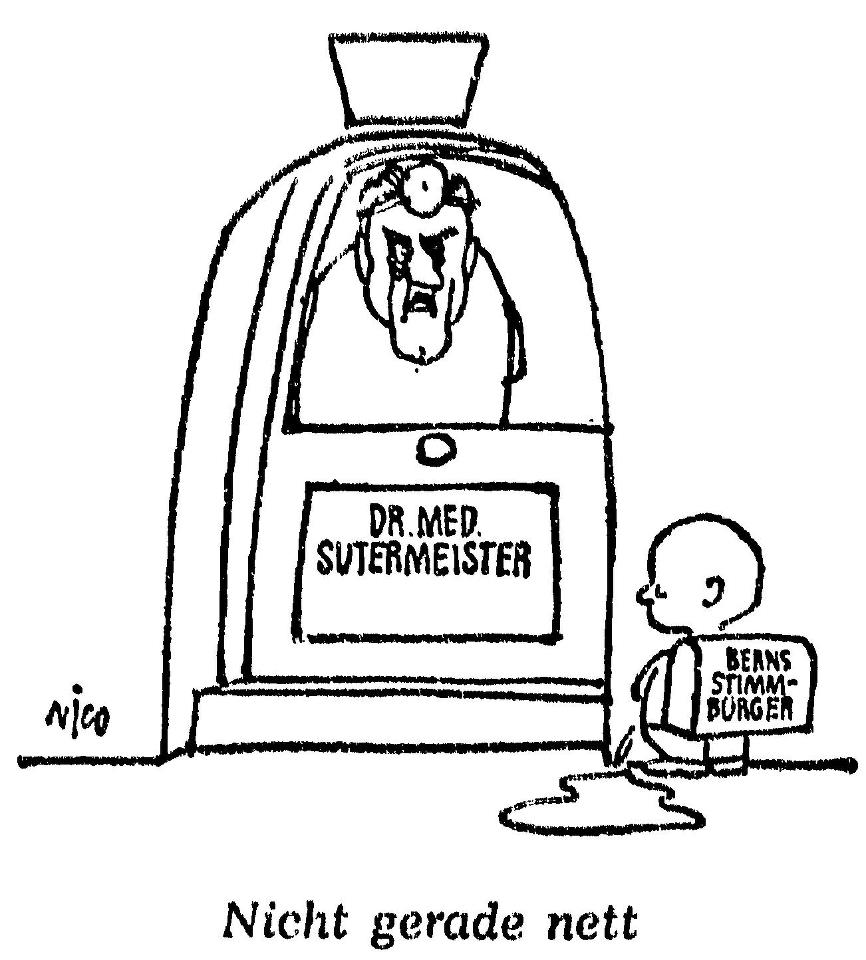
Eine von ca. 35’000 Karikaturen, die Nico für den Tages-Anzeiger zeichnete: Sutermeisters Abwahl nach der Schülerbuch-Affäre.

Im Alter von vierzehn Jahren begann Cadsky eine Lehre als Tiefdruckfarbretoucheur bei der Druckerei H. Osterwald in Hannover. 1957 ging er in die Schweiz nach Luzern und übte dort seinen Beruf bei den Luzerner Neusten Nachrichten aus. In Luzern heiratete er zum ersten Mal, aus dieser Ehe stammt sein erster Sohn Claude.
Beim Nebelspalter wurde man auf Nico aufmerksam, als man seine ersten Karikaturen im Magazin Stern sah, und stellte ihn als freien Mitarbeiter an. 1966 wurde er dort Chefredakteur, nebenbei arbeitete er beim Schweizer Fernsehen als Live-Karikaturist. 1968 wechselte Nico zum Tages-Anzeiger, da er mit der Vietnampolitik des Nebelspalters nicht einverstanden war. Im selben Jahr liess er sich von seiner Frau scheiden und zog nach Zürich.
Beim Schweizer Fernsehen lernte er seine zweite Ehefrau, die Nachrichtensprecherin Katrin Frey, kennen. Zusammen haben sie zwei Kinder. Nach 37 Jahren und 35'000 Karikaturen beim Tages-Anzeiger wechselte Nico zum Blick. Zwei Jahre später ging er zur AZ Medien Gruppe, wo er bis zu seinem Tod arbeitete. Im März 2011 erlag er 73-jährig einem zweiten Herzinfarkt.

## Auszeichnungen
- 1999 Türler-Medienpreis

## Werke (Auswahl)
- mit Rolf Stephani. Was alles Recht ist. Geschichten aus 40 Anwaltsjahren, Huber Verlag, Frauenfeld 2008, ISBN 978-3-7193-1476-7.
- mit Sabine Danuser: Kinder sind Monster – Eltern auch! Ein Nichtratgeber für entspanntes Erziehen. Atlantis, Zürich 2007, ISBN 978-3-7152-1057-5.
- mit Thomas Strässle: Salz. Vontobel-Schriftenreihe, Band 1730, Zürich 2006.
- mit Karin Giger, Michael Wissing, Daniele Muscionico, Gerd Heinz: Kronenhalle Zürich. Tre Torri, Wiesbaden 2005, ISBN 978-3-937963-23-5.
- Frank Lübke: Nico. Das Buch über, von und mit dem Karikaturisten. Werd, Zürich [2003], ISBN 3-85932-418-7.
- mit Christian Herchenröder: Auktionen. Vontobel, Zürich 2003.
- mit Jürg Altwegg, Roger de Weck (Hrsg.): Kuhschweizer und Sauschwaben. Schweizer, Deutsche und ihre Hassliebe,  Nagel und Kimche, München / Wien 2003, ISBN 3-312-00315-6 (mit Beiträgen von Peter Bichsel, Heinz Brestel, Klaus Harpprecht, Hanna Johansen, Gunhild Kübler, Markus Kutter, Hugo Loetscher, Adolf Muschg, Dietrich Schwanitz, Christoph Vitali, Jean Ziegler u. a.).
- mit Betty Zucker: Ganz blass vor Spass. Manager in turbulenten Zeiten, Werd, Zürich 2003, ISBN 978-3-85932-440-4.
- mit Betty Zucker: Denn sie wissen, was sie nicht tun. Manager in turbulenten Zeiten. Werd, Zürich [2000], ISBN 3-85932-310-5.
- Nico Jahrbuch. Eine Auswahl der 240 besten, im Tages-Anzeiger erschienenen Karikaturen von Nico zum aktuellen Weltgeschehen. Tamedia / Werd, Zürich 2000–2003 (jährlich).
- mit Sepp Moser: Wasser. Vontobel-Stiftung, Zürich 1998.
- mit Milena Moser, Hans K. Studer: Bestechende Geschenke. Eine Auswahl von über 210 der besten, im Tages-Anzeiger erschienen Karikaturen von Nico zum aktuellen Zeitgeschehen, TA-Media / Werd, Zürich 1996, ISBN 3-85932-208-7.